# Здрягівка
Здря́гівка — село в Україні, у Городнянській міській громаді Чернігівського району Чернігівської області.
До 2017 у складі Бутівської сільської ради.

## Географія
Село розташоване на правому березі річки Мостище (колишня Здрягівка), правій притоці Снові.
На південний схід від села розташований ботанічний заказник місцевого значення «Вешки».

## Історія
12 червня 2020 року, відповідно до розпорядження Кабінету Міністрів України № 730-р від «Про визначення адміністративних центрів та затвердження територій територіальних громад Чернігівської області», село увійшло до складу Городнянської міської громади.
19 липня 2020 року, в результаті адміністративно-територіальної реформи та ліквідації Городнянського району, село увійшло до складу Чернігівського району.

## Населення

### Мова
Розподіл населення за рідною мовою за даними перепису 2001 року:
| Мова       | Кількість | Відсоток |
| ---------- | --------- | -------- |
| українська | 180       | 100%     |